# André Roussin
Pour les articles homonymes, voir Roussin.
André Roussin est un acteur, metteur en scène et auteur dramatique français, né le 22 janvier 1911 à Marseille et mort le 3 novembre 1987 à Paris 2e. 
Auteur de nombreuses pièces de théâtre à succès, André Roussin est à l'origine de la politique de décentralisation du théâtre français. Il dirige avec Benoît-Léon Deutsch le théâtre de la Madeleine de 1955 à 1965. Élu à l'Académie française en 1973, il a aussi été le président de la Société des auteurs et compositeurs dramatiques (SACD) de 1984 à 1986. 
Traduites dans toutes les langues et jouées dans le monde entier, les pièces d'André Roussin ont dessiné les contours du théâtre français d'après-guerre, ayant pour interprètes les plus grands acteurs de son époque.

## Biographie

### Jeunesse et études
Né au 119 rue Paradis à Marseille, il est élevé à Saint-Barnabé dans une famille de la grande bourgeoisie marseillaise : son père, Joseph-André Honoré Louis Roussin (1877-1932), est assureur, sa mère, Félicité-Louise-Suzanne Gardair (1884-1976), est une des six filles d'un puissant industriel phocéen qui lui inspirera les pièces Le Tombeau d'Achille et La Sainte Famille.
Son père l'incite à étudier le droit après le baccalauréat bien qu'il soit conscient que cela ne correspond pas à ses aspirations : « Mon fils a une double ambition : être dernier de la classe et devenir Napoléon. Pour la première ambition je pense qu'il n' y aura aucun problème, pour la seconde je ne suis pas sûr de vivre jusqu'au sacre ». Passionné par les arts (peinture, violon qu'il pratique pendant six ans), André Roussin montre très tôt son goût pour le théâtre, ce qui lui vaut le surnom de « Pagnolet », sobriquet donné lors de la représentation de la pièce Topaze de Marcel Pagnol en 1928 alors qu'il doit repasser son baccalauréat.
Il abandonne sa première année d'études de droit à l'insu de sa famille pour devenir brièvement journaliste au Petit Marseillais avant de se consacrer au théâtre.

### Débuts
Sa famille prend conscience de son talent lorsqu'il parodie Le Misanthrope de Molière dans Les Fureurs d’Alceste, pièce qu'il écrit en alexandrins. Il entre en 1933 dans la Compagnie du rideau gris fondée par Louis Ducreux. Il participe à la direction de la troupe, tout en y étant acteur, jusqu'à la fin de la Seconde Guerre mondiale. La troupe vivant dans la précarité, les tournées s'arrêtent en 1936 ; il exerce alors les métiers de vendeur de pots de peinture, journaliste ou assureur.

### Le dramaturge

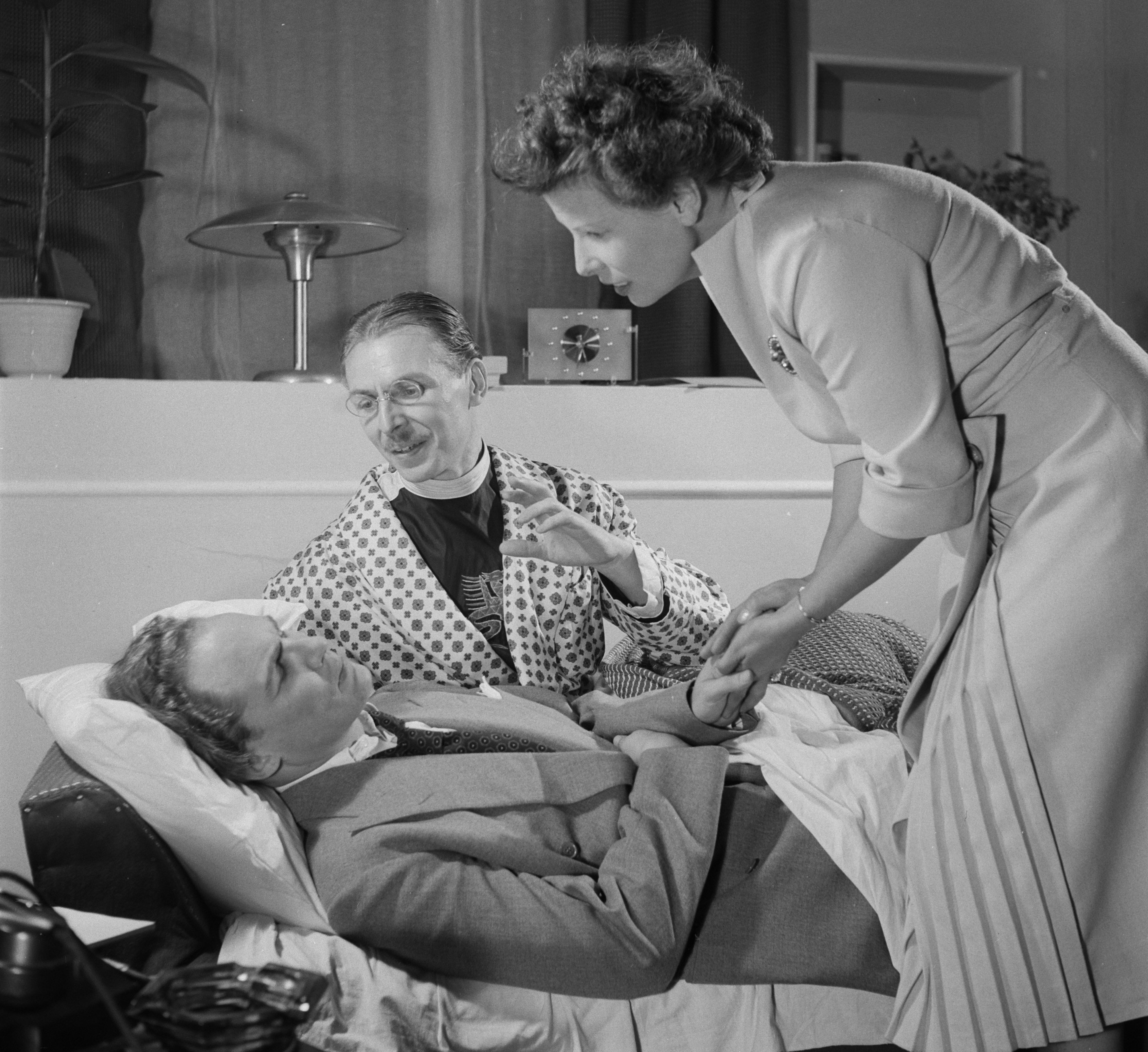
La pièce Nina (1949), jouée par Mary Dresselhuys en 1950 aux Pays-Bas.

Durant la période de guerre, André Roussin écrit et produit grâce à un petit héritage, sa première pièce Am stram gram; comédie en trois actes avec dans le rôle principal Micheline Presle, jeune comédienne montante. D'abord présentée en zone libre en 1941 où elle obtient un triomphe, la pièce est ensuite montée à Paris en 1943 où elle connaît un succès honorable. En 1943, il écrit Une grande fille pour Madeleine Robinson avec qui il vit une histoire d'amour. En 1944, sa pièce Jean-Baptiste le mal-aimé, inspirée de la vie de Molière, essuie un échec critique et commercial.
C'est avec La Petite Hutte que Roussin assoit sa réputation. Adaptée d'une comédie, écrite et publiée en 1921 en catalan par l'écrivain Carles Soldevila (1892-1967), Civilitzats tanmateix (Pourtant civilisés), la pièce est présentée d'abord à Bruxelles en octobre 1947 dans une mise en scène de l'auteur, qui y tient également un rôle aux côtés de Suzanne Flon et de Fernand Gravey. En décembre de la même année, la production est reprise au théâtre des Nouveautés à Paris où elle est jouée à 1 500 reprises. 
Pendant les années qui suivent, les pièces de Roussin connaissent pour la plupart le succès. Ainsi Bobosse, créée en 1950 et que François Périer interprète plus de 1 500 fois. Lorsque l'enfant paraît, présentée au théâtre des Nouveautés en 1951 en remplacement de La Petite Hutte, connaît près de 1 600 représentations. Il entame également une collaboration fructueuse avec Elvire Popesco pour laquelle il écrit Nina (1949),  La Mamma (1957), La Voyante (1963) et La Locomotive (1967). Bien que prisées par le public, ses pièces suivantes sont malmenées par une nouvelle génération de critiques adeptes de la politique instaurée à partir des années 1960 par André Malraux, ministre d'État chargé des Affaires culturelles.
Les sujets abordés par les comédies d'André Roussin débordent les arguments habituels du théâtre de boulevard pour aborder des sujets rarement exposés, où l'auteur fait valoir des vues remarquablement progressistes pour son époque. Ainsi Les Œufs de l'autruche évoque l'homosexualité, Lorsque l'enfant paraît aborde le thème de l'avortement, rarement traité dans le théâtre des années 1950. La volonté de coller aux évolutions des mœurs et de l'opinion l'a poussé à revoir et adapter certaines de ses pièces en en modifiant les textes ou les intrigues. 

### L'Académie française
André Roussin est élu à l'Académie française le 12 avril 1973, au fauteuil 7, succédant à Pierre-Henri Simon. Il avait déclaré avant son élection : « Si je suis élu, je serai immortel ; si je suis battu, je n'en mourrai pas »[réf. nécessaire]. Sa réception officielle a lieu le 2 mai 1974. Éreinté par la critique et son nouveau statut s'accordant mal à sa fantaisie débridée, sa production théâtrale décroît.

### Vie privée
André Roussin épouse Marie Marguerite Henriette Lucienne Deluy (1903-1999) le 4 juin 1947 à la mairie du XVIe arrondissement de Paris. Le couple aura un fils : Jean-Marie.

## Décorations
- Officier de la Légion d'honneur
- Commandeur de l'ordre national du Mérite
- Commandeur de l'ordre des Arts et des Lettres (1966)[7]

## Théâtre

### En tant qu'auteur
- 1941 : Am stram gram, création à Nice, Marseille et Aix-en-Provence, puis théâtre de l'Athénée (21 décembre 1943-2 juillet 1944)
- 1942 : Une grande fille toute simple
- 1944 : Le Tombeau d'Achille, comédie en un acte, mise en scène de l'auteur, théâtre Charles-de-Rochefort puis reprise au théâtre du Vieux-Colombier
- 1944 : Jean-Baptiste le mal-aimé, pièce en trois actes
- 1945 : La Sainte Famille
- 1947 : La Petite Hutte
- 1948 : L'Étranger au théâtre, mise en scène Yves Robert, La Rose rouge (septembre)
- 1948 : Les Œufs de l'autruche
- 1949 : L'École des dupes, comédie en un acte, théâtre de la Michodière (2 juin)
- 1949 : Nina, théâtre des Bouffes-Parisiens
- 1950 : La Revue de l'Empire d'Albert Willemetz, Ded Rysel et André Roussin, musique Paul Bonneau, Maurice Yvain, Francis Lopez, Henri Bourtayre, mise en scène Maurice Lehmann et Léon Deutsch, théâtre de l'Empire
- 1950 : Bobosse
- 1951 : La Main de César, comédie en quatre actes, théâtre municipal de Lausanne (11 décembre) puis théâtre de Paris (22 décembre)
- 1951 : Lorsque l'enfant paraît
- 1952 : Hélène ou la Joie de vivre
- 1954 : Le Mari, la Femme et la Mort
- 1955 : Le Tombeau d'Achille, mise en scène Georges Douking, Comédie de Provence
- 1955 : L'Amour fou ou la Première Surprise
- 1957 : La Mamma, théâtre de la Madeleine
- 1960 : Les Glorieuses et Une femme qui dit la vérité, théâtre de la Madeleine
- 1963 : La Voyante, théâtre de la Madeleine
- 1963 : Un amour qui ne finit pas
- 1965 : Un contentement raisonnable
- 1967 : La Locomotive, théâtre Marigny
- 1969 : On ne sait jamais
- 1972 : La Claque
- 1982 : La vie est trop courte
- 1987 : La petite chatte est morte
- 1987 : Mesdames, Mesdemoiselles, Messieurs
- 1987 : Treize comédies en un acte

#### Adaptations
- 1948 : Joyeux Chagrins d'après Noël Coward, adaptation avec Pierre Gay, mise en scène Louis Ducreux, théâtre Édouard-VII
- 1955 : Un monsieur qui attend d'Emlyn Williams, mise en scène Pierre Dux, Comédie-Caumartin
- 1961 : La Coquine, d'après la pièce La Bugiarda (1954) de Diego Fabbri, mise en scène Bernard Dhéran, théâtre de la Madeleine
- 1964 : Pieds nus dans le parc de Neil Simon, mise en scène Pierre Mondy, théâtre de la Madeleine
- 1975 : Au théâtre ce soir : Le Pape kidnappé de João Bethencourt, mise en scène René Clermont, réalisation Pierre Sabbagh, théâtre Édouard-VII

### En tant que metteur en scène
- 1944 : Le Tombeau d'Achille d'André Roussin, théâtre Charles-de-Rochefort puis théâtre du Vieux-Colombier en 1945
- 1944 : Jean-Baptiste le mal-aimé d’André Roussin, théâtre du Vieux Colombier (11 décembre)
- 1947 : La Petite Hutte d'André Roussin, théâtre des Nouveautés
- 1949 : L'École des dupes comédie en 1 acte, théâtre de la Michodière (2 juin)
- 1950 : Bobosse, théâtre royal du Parc (9 février) puis théâtre de la Michodière (14 mars)
- 1956 : La Petite Hutte d'André Roussin, théâtre des Nouveautés
- 1957 : La Mamma d'André Roussin, théâtre de la Madeleine
- 1958 : Am stram gram d'André Roussin, théâtre des Nouveautés
- 1959 : Mon père avait raison de Sacha Guitry, théâtre de la Madeleine
- 1960 : Une femme qui dit la vérité d'André Roussin, théâtre de la Madeleine
- 1960 : Les Glorieuses d'André Roussin, théâtre royal du Parc, théâtre de la Madeleine
- 1963 : Un amour qui ne finit pas d'André Roussin, théâtre de la Madeleine
- 1964 : L'École des dupes et Les Œufs de l'autruche d'André Roussin, théâtre de la Madeleine
- 1967 : Lorsque l'enfant paraît d'André Roussin, théâtre Saint-Georges
- 1968 : Un amour qui n'en finit pas d'André Roussin, théâtre Antoine
- 1968 : Au théâtre ce soir : La Locomotive d'André Roussin, réalisation Pierre Sabbagh, théâtre Marigny
- 1969 : Au théâtre ce soir : Un amour qui ne finit pas d'André Roussin, réalisation Pierre Sabbagh, théâtre Marigny
- 1969 : On ne sait jamais d'André Roussin, théâtre de la Michodière
- 1972 : La Claque d'André Roussin, théâtre de la Michodière
- 1979 : La Petite Hutte d'André Roussin, théâtre des Nouveautés

### En tant qu'acteur
- 1938 : Noces de sang de Federico García Lorca, mise en scène Marcel Herrand, théâtre de l'Atelier
- 1944 : Le Tombeau d'Achille d'André Roussin, mise en scène de l'auteur, théâtre Charles-de-Rochefort
- 1944 : Jean-Baptiste le mal-aimé d’André Roussin, mise en scène de l'auteur, théâtre du Vieux-Colombier
- 1945 : Le Tombeau d'Achille d'André Roussin, mise en scène de l'auteur, théâtre du Vieux-Colombier
- 1947 : La Petite Hutte d'André Roussin, mise en scène de l'auteur, théâtre des Nouveautés puis théâtre des Célestins
- 1964 : L'École des dupes d'André Roussin joué avec Les Œufs de l'autruche d'André Roussin, mise en scène de l'auteur, théâtre de la Madeleine
- 1968 : Un amour qui n'en finit pas d'André Roussin, mise en scène de l'auteur, théâtre Antoine
- 1968 : Au théâtre ce soir : La Part du feu de Louis Ducreux, mise en scène de l'auteur, réalisation Pierre Sabbagh, théâtre Marigny
- 1969 : Au théâtre ce soir : Un amour qui ne finit pas d'André Roussin, mise en scène de l'auteur, réalisation Pierre Sabbagh, théâtre Marigny
- 1972 : Au théâtre ce soir : Les Œufs de l'autruche d'André Roussin, mise en scène de l'auteur, réalisation Pierre Sabbagh, théâtre Marigny

## Filmographie
- 1945 : La Vie de bohème de Marcel L'Herbier : Marcel

## Écrits
- 1953 : Patience et Impatiences (autobiographie), La Palatine
- 1974 : La Boîte à couleurs (autobiographie)
- 1982 : Le Rideau rouge, portraits et souvenirs (autobiographie)
- 1983 : Rideau gris et habit vert (autobiographie)